# Svenska mästerskapen i längdskidåkning 1984
Svenska mästerskapen i längdskidåkning 1984 arrangerades i Luleå.

## Medaljörer, resultat

### Herrar
| Gren              | Guld                                                           | Guld                                                           | Silver          | Silver    | Brons           | Brons     |
| 15 km             | Gunde Svan                                                     | Dala-Järna IK                                                  | Thomas Wassberg | Åsarna IK | Torgny Mogren   | Åsarna IK |
| 30 km             | Gunde Svan                                                     | Dala-Järna IK                                                  | Jan Ottosson    | Åsarna IK | Thomas Wassberg | Åsarna IK |
| 50 km             | Gunde Svan                                                     | Dala-Järna IK                                                  | Thomas Wassberg | Åsarna IK | Torgny Mogren   | Åsarna IK |
| Stafett 3 x 10 km | Dala-Järna IK (Erik Östlund, Sven-Erik Danielsson, Gunde Svan) | Dala-Järna IK (Erik Östlund, Sven-Erik Danielsson, Gunde Svan) |                 |           |                 |           |
| Lagtävling 15 km  | Åsarna IK                                                      | Åsarna IK                                                      |                 |           |                 |           |
| Lagtävling 30 km  | Åsarna IK                                                      | Åsarna IK                                                      |                 |           |                 |           |
| Lagtävling 50 km  | Åsarna IK                                                      | Åsarna IK                                                      |                 |           |                 |           |

### Damer
| Gren             | Guld                                                              | Guld                                                              | Silver          | Silver      | Brons           | Brons       |
| 5 km             | Marie Risby                                                       | Ludvika FFI                                                       | Annika Dahlman  | IFK Lidingö | Gunnel Mörtberg | Högbo AIK   |
| 10 km            | Marie Risby                                                       | Ludvika FFI                                                       | Annika Dahlman  | IFK Lidingö | Gunnel Mörtberg | Högbo AIK   |
| 20 km            | Marie Risby                                                       | Ludvika FFI                                                       | Gunnel Mörtberg | Högbo AIK   | Annika Dahlman  | IFK Lidingö |
| Stafett 3 x 5 km | Högbo AIK (Kristina Olsson, Ing-Marie Carlström, Gunnel Mörtberg) | Högbo AIK (Kristina Olsson, Ing-Marie Carlström, Gunnel Mörtberg) |                 |             |                 |             |
| Lagtävling 5 km  | IFK Lidingö                                                       | IFK Lidingö                                                       |                 |             |                 |             |
| Lagtävling 10 km | IFK Lidingö                                                       | IFK Lidingö                                                       |                 |             |                 |             |
| Lagtävling 20 km | Malungs IF                                                        | Malungs IF                                                        |                 |             |                 |             |

### Webbkällor
- Svenska Skidförbundet